# Drago Vidmar
Drago Vidmar, slovenski slikar in grafik, * 25. januar 1901, Šapjane, Hrvaška, † 5. maj 1982, Ljubljana
Drago Vidmar je bil mlajši brat slikarja Ferdinanda (Nande) Vidmarja. Upodabljal je slike in grafike s kmečko figuraliko, sprva v smislu ekspresionizma in nove stvarnosti. Vidmar je tudi pomemben ustvarjalec partizanske umetnosti in del na tematiko iz NOB. Leta 1978 je prejel Prešernovo nagrado.